# Arthur Roche
Arthur Roche (Batley Carr, 6 maart 1950) is een Brits geestelijke en een kardinaal van de Rooms-Katholieke Kerk, werkzaam voor de Romeinse Curie.
Roche volgde de St John Fisher Catholic High School in Dewsbury. Daarna studeerde hij aan het English College in Valladolid (Spanje), waar hij in 1975 een graad behaalde in de theologie. Na zijn terugkeer in het Verenigd Koninkrijk werd hij op 19 juli 1975 priester gewijd. Vervolgens vervulde hij diverse pastorale functies binnen het bisdom Leeds.
Roche werd op 12 april 2001 benoemd tot hulpbisschop van Westminster en tot titulair bisschop van Rusticiana. Zijn bisschopswijding vond plaats op 10 mei 2001. Op 16 juli 2002 volgde zijn benoeming tot bisschop-coadjutor van Leeds. Toen David Konstant op 7 april 2004 om gezondheidsredenen met emeritaat ging, volgde Roche hem op als bisschop van Leeds.
Op 26 juni 2012 trad Roche in dienst van de Romeinse Curie. Hij werd benoemd tot secretaris van de congregatie voor de Goddelijke Eredienst en de Regeling van de Sacramenten en tot aartsbisschop ad personam. Op 27 mei 2021 volgde zijn benoeming tot prefect van deze congregatie. De naam van de congregatie werd in 2022 gewijzigd in dicasterie voor de Goddelijke Eredienst en de Regeling van de Sacramenten.
Roche werd tijdens het consistorie van 27 augustus 2022 kardinaal gecreëerd. Hij kreeg de rang van kardinaal-diaken. Zijn titeldiakonie werd de San Saba.